# Svinö, Sjundeå
Svinö är en ö i Sjundeå i det finländska landskapet Nyland. Ön ligger i Finska viken omkring 36 kilometer väster om Helsingfors. Svinös area är 53,6 hektar och dess största längd är 1,3 kilometer i öst-västlig riktning. Ön höjer sig omkring 30 meter över havsytan.
Namnet Svinö har ursprungligen varit i formen Svearnas ö, men har förkortats med tiden.

## Forngravar
Det finns tre gravrösen från bronsåldern på Svinö. Den sydligare rösen 1 har en diameter på cirka 12 meter och är ungefär 2,5 meter hög och byggd på berggrund. Rösen 2 ligger omkring 200 meter nordost om den, ovanpå ett förmultnat klapperstensfält i barrskog. Den har en diameter på cirka 11 meter och en höjd på cirka 1,5 meter.
Vid inventeringen år 2002 lokaliserades dessutom ett tredje röse ungefär 260 meter öster om röse 2, på en liten bergstopp. Röset är ovalt och har grävts i mitten. Det tredje gravröset är 4,7 x 3,3 meter stort och 0,3 meter högt.